# Американский ворон
Америка́нский во́рон (лат. Corvus brachyrhynchos) — вид птиц с чёрным оперением рода воронов (лат. Corvus), обитающий в Северной Америке. От своего сородича обыкновенного ворона отличается меньшим размером и поведением. Птица является одним из основных резервуаров лихорадки Западного Нила. Американский ворон используется в качестве биоиндикатора.
На североамериканском континенте птицу называют crow («ворона»), а не raven («ворон»), так как она по размеру схожа с евро-азиатской серой вороной.

## История изучения
Этот представитель воробьинообразных был впервые описан в 1822 году немецким орнитологом Кристианом Бремом. Научное название птицы означает «короткоклювый ворон» (от др.-греч. βραχυ — «короткий» и ρυνχος — «клюв»).
Американский ворон является ближайшим родственником северо-западной вороны (лат. C. caurinus), предки которых разделились в ледниковый период.

### Подвиды
Выделяют пять подвидов, отличающихся друг от друга размерами и пропорциями клюва.
- C. b. brachyrhynchos — обитающий на северо-востоке США и в восточной части Канады. Является крупнейшим представителем вида.
- C. b. hesperis — обитающий в западной части Северной Америки от юга до севера, исключая арктическую часть. Менее крупная птица с тонким клювом.
- C. b. pascuus — короткокрылая птица с длинным клювом, обитающая во Флориде.
- C. b. caurinus Baird, 1858 — юг Аляски, западное побережье Канады и северо-запад штата Вашингтон
- C. b. hargravei Phillips, 1942 — западно-центральная часть США

## Описание

### Внешний вид, размеры

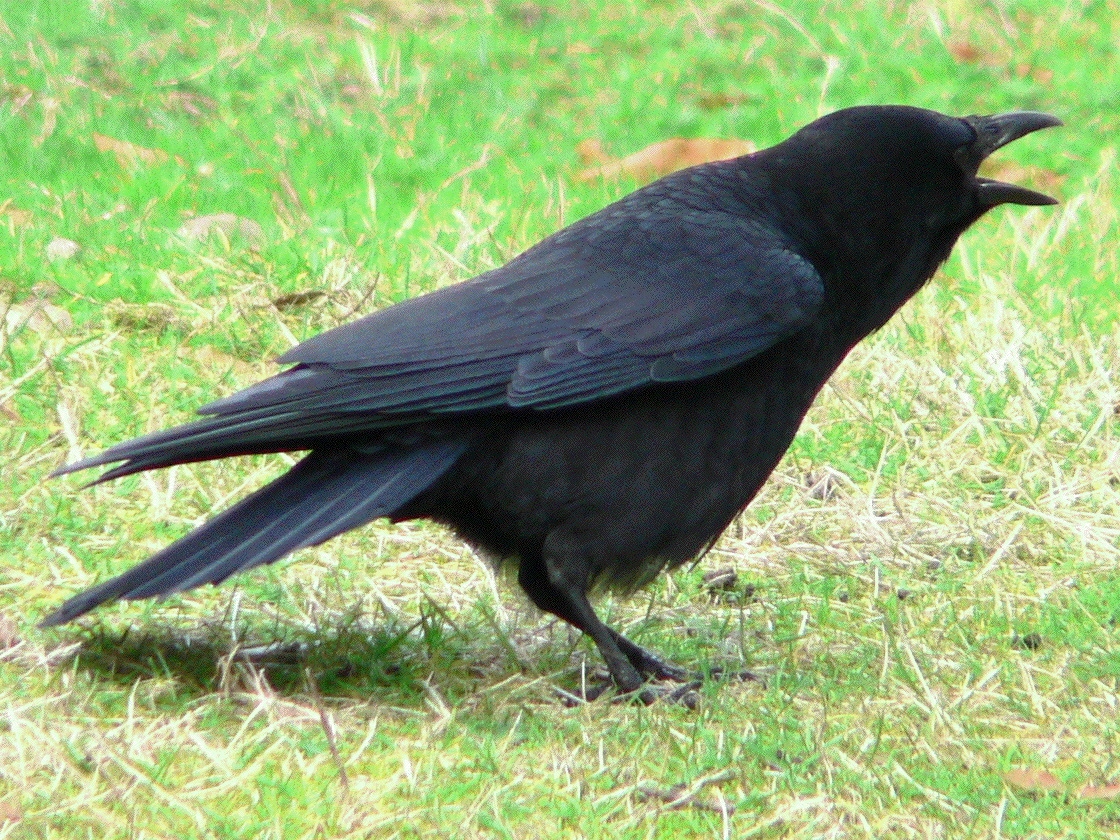
Каркающий американский ворон.

Американский ворон имеет чёрное блестящее оперение, клюв и ноги также чёрные. Птица достигает длины 40—50 сантиметров, из которых около 40 % приходится на хвост. Размер каждого крыла составляет приблизительно 27—34 см, клюва — 5 см.
Самцы крупнее самок.

### Распространение, среда обитания
Птица широко распространена в Северной Америке от тихоокеанского побережья вплоть до островов Сен-Пьер и Микелон в Атлантическом океане, на юге встречается в северной части Мексики. В тундровой части отсутствует, уступая место обыкновенному ворону.
Птицы, проживающие на территории США, не совершают миграций, большая же часть воронов, населяющих Канаду, зимой перелетает южней.
Американский ворон был зарегистрирован в 1876 году на Бермудских островах.

### Размножение, образ жизни
Американские вороны являются моногамными птицами, причём пары объединяются в большие семьи и помогают друг другу выращивать птенцов.
Гнездование начинается весной, иногда в начале апреля. Птицы почти всегда устраивают гнёзда на деревьях, иногда в кустах и очень редко прямо на земле. Наиболее часто ворон гнездится на дубах.
В кладке обычно бывает 3—6 яиц, период высиживания длится 18 дней. Птенцы начинают летать примерно через 5 недель после вылупления.

### Питание

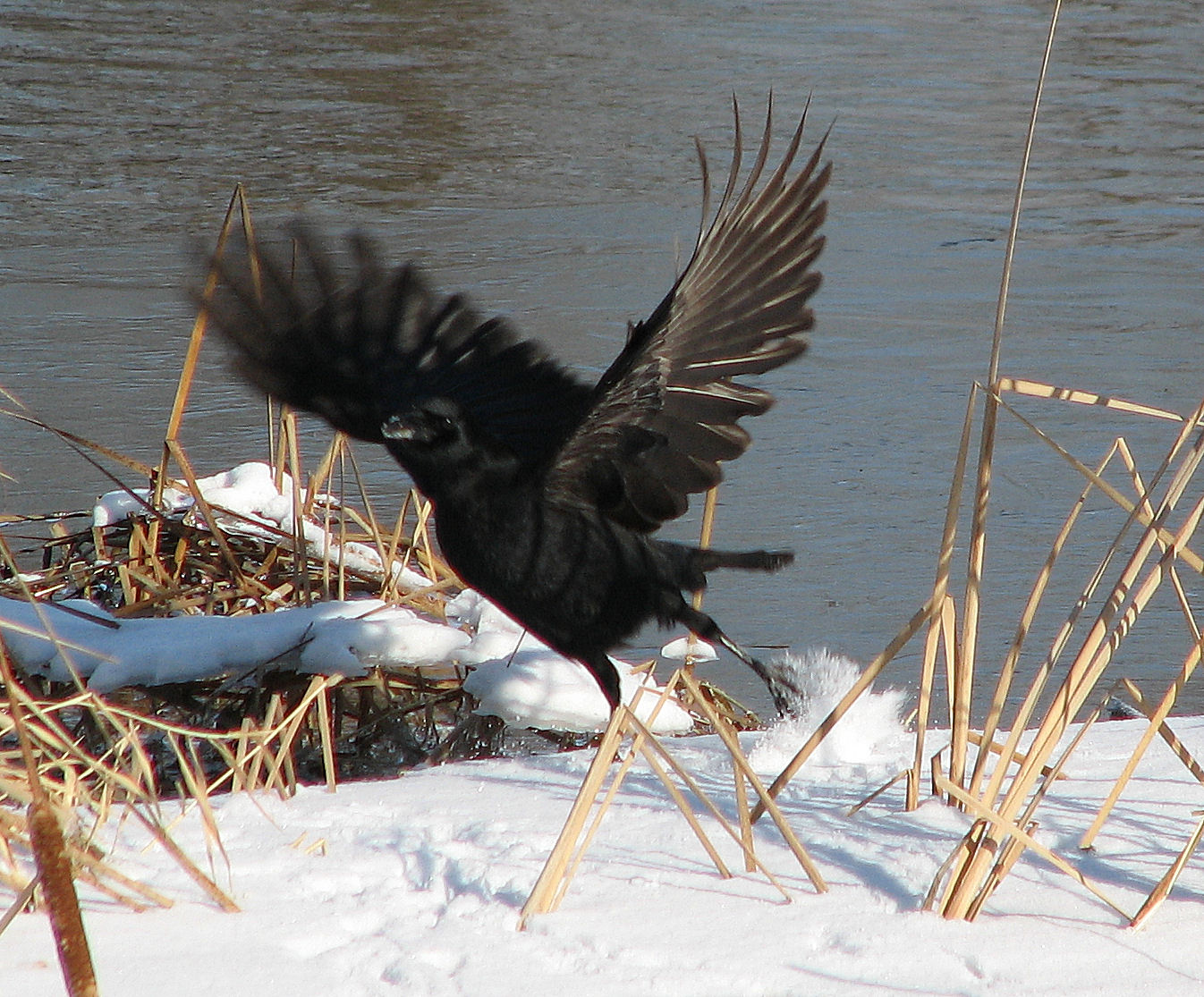
Взлетающий ворон.

Американский ворон всеяден: он питается различными беспозвоночными, падалью, остатками человеческой пищи, семенами растений, яйцами птиц и их птенцами, выброшенной на берег рыбой и зерном. Также птица охотится на мышей, лягушек и мелких животных. Осенью и зимой значительную часть рациона составляют орехи и жёлуди, иногда ворон прилетает к кормушкам.
Как и большинство воронов, американский поедает органические останки на свалках.
Птица может использовать инструменты для добычи пищи.

## Американский ворон и человек

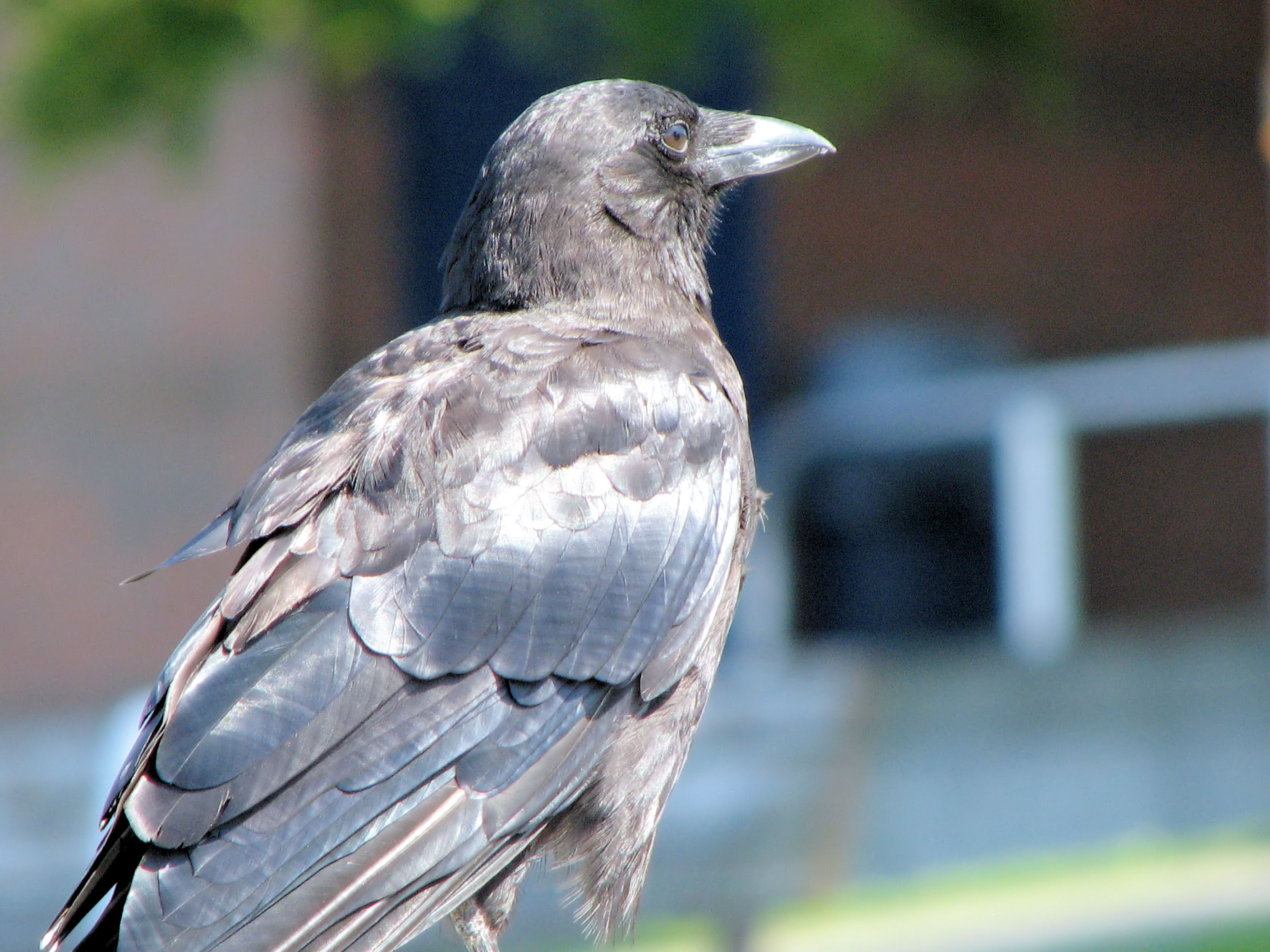
Профиль американского ворона.

### Охрана
Американский ворон находится под защитой Международного договора о перелётных птицах 1918 года. Организация BirdLife International оценивает количество взрослых птиц в 31 млн. Большая популяция и широкий ареал позволяют не опасаться за положение ворона.

### Вирус Западного Нила
Американский ворон чрезвычайно подвержен вирусу Западного Нила, случайно завезённому в Северную Америку заражённым туристом. Считается, что популяция птиц вследствие этого снизилась до 45 % с 1999 года. Количество смертей, вызванных лихорадкой, среди воронов значительно больше, чем среди других птиц. Высокая восприимчивость ворона к вирусу используется человеком для индикации присутствия энцефалита на территории.

### Использование интеллекта птицы
В течение 10 лет (в 2000-е) американский исследователь Джошуа Кляйн экспериментирует с этими птицами, обучая их собирать мелочь в специальные кормушки, которые выдают пищу в обмен на центы. Это делается из-за того, что по оценкам в США ежегодно теряется мелочи на сумму в 216 млн долларов.